# 櫻田通
櫻田通（日语：／ Sakurada Dōri，1991年12月7日—），日本男演員，出生於東京都，經紀公司為Amuse。特長和興趣是作詞作曲。身高180公分，血型B型，左撇子。

## 個人介紹
- 家中有一個哥哥、兩個姐姐。
- 喜歡電梯。
- 2013.03~2013.08到英國留學。

與合作過咖啡與香草的福原遙同為左撇子

## 演出作品
粗體為主演

### 電視劇
- 2005『琉璃之岛』- 土谷哲平（第4话）
- 2005『もんじゃろ学园』- ナオヤ
- 2008『热血律师』布田武史（第5 - 6话）
- 2008『东京少女～水泽惠丽奈』～君の歌～ 前、後编 - 本田启太
- 2009.04.02 富士電視台『消せないメール』
- 2009.05.03 朝日電視台『假面騎士Decade』- 野上幸太郎（第十五話客串）
- 2009.10~12 日本電視台『武士高校』-  池山智
- 2010.03.06 BS-TBS『激モテ！セブンティーン学园』- 客串出演
- 2010.03.11 朝日電視台『853～刑事?加茂伸之介』- 赤松进一（最終話客串）
- 2010.03.24 MBS『あり得ない！』- 纯一（第11话主演）
- 2010.05.11 富士電視台『白色荣光2染血将军的凯旋』- 山崎健人（第六話客串）
- 2010.10 TBS『Clone Baby』- 椿荣太（第1 - 2话 ）
- 2011.01.12 MBS 『sign\sain』- 水本頼光
- 2011.01.12 NTV『美咲 No.1』- 柏原拓己（第8話客串）
- 2011.02.14 『单元剧　恋爱巧克力』- 天使
- 2011.07.16 富士電視台『隔壁的小恶魔』- 赤泽敦夫
- 2011.08.25 日本電視台 新・你所不知道的世界『褪色的最后一封情书』- 中泽修
- 2012.01 - 03 日本電視台『数学女子学园』- 佐藤一树
- 2012.04 日本電視台 『私立馬鹿蘭高校』- 冈本诚（第六話客串）
- 2014.01.21 日本電視台『恋文日和』- 結城光男（第三話）
- 2014.04 - 06 日本電視台『弱くても勝てます 〜青志先生とへっぽこ高校球児の野望〜』- 志方英介
- 2015.11.13 - 12.04 Netflix『Underwear 內衣白領風雲』- 姫路宗介 （第一話 - 第四話）
- 2016.02.12 富士電視台、Netflix 『Good Morning Call愛情起床號』 - 篠崎大地
- 2016.03.01 - 04.19 NHK BS Premium『初恋芸人 （页面存档备份，存于）』- 須藤雄太
- 2016.04.05 - 09.13 BS日視 『男と女のミステリー時代劇 （页面存档备份，存于） 』- 清太郎 （第六話）
- 2016.07 - 09 東京電視台『戀聲情人夢』- 瀬島涼一
- 2016.07.17 - 09.18 富士電視台『HOPE〜期待ゼロの新入社員〜』- 新村慶太（第一、二、七話客串）
- 2016.08.11 朝日電視台『女たちの特捜最前線』- 柳原亮平（第四話）
- 2017.01.12 富士電視台『被討厭的勇氣』 - 三宅隆俊
- 2017.01 富士電視台『人渣的本願』- 粟屋麥
- 2019.01 朝日電視台『完美犯罪』（Perfect Crime パーフェクトクライム） - 東雲遥斗
- 2019.04.16 - 06.25 TBS『我要準時下班』- 愁
- 2019.07.04 MBS『咖啡遇上香草』（コーヒー&バニラ）- 深見宏斗
- 2020.06.27 - 09.05 日本電視台 未滿警察-Midnight Runner（日语：未満警察 ミッドナイトランナー） - 白木（第5話）
- 2020.07.23 - 08.06 日本電視台『ギルティ〜この恋は罪ですか?〜』- 守屋直道 （第8話 - 最終話）
- 2020.12.10 Netflix『今際之國的闖關者』 - 韮木傑
- 2021.01.09 朝日電視台『3Bの恋人～付き合ってはいけない職業男子との恋遊戯～』 - 南世志
- 2022.12.22 Netflix『今際之國的闖關者』第二季 - 韮木傑
- 2023.04 東京電視台 『呆萌酷男孩』 - 三間貴之
- 2023.10 東京電視台 『挑剔的姐姐和狡猾的妹妹』 - 二宮ひかる
- 2024.06.11 - 09.03 TBS『小早、我啊。』 - 國木田要
- 2025.07.03 -  中京電視台・日本電視台『小資女也想釣高富帥』 - 鯛島亮介

### 電影
| 年份   | 日期     | 片名 | 角色                             |
| 2007年 | 4月28日  | 未來之我製作法                                                                                             | 金井淳                           |
| 2008年 | 3月      | YOSHIMOTO DIRECTOR'S 100 〜100人が映画撮りました〜-人を造る                                                | 純平(學生時代)                   |
| 2008年 | 3月22日  | 寶瓶時代                                                                                                   | 日下部要                         |
| 2008年 | 6月7日   | FROGS on Screen                                                                                            | カケル                           |
| 2008年 | 10月4日  | 劇場版 再見，假面騎士電王 Final Countdown                                                                  | 野上幸太郎/U幸太郎/新電王(聲)    |
| 2009年 | 3月14日  | 代官山咖啡屋3                                                                                              | 三浦琴尚                         |
| 2009年 | 5月1日   | 劇場版 假面騎士電王 超·假面騎士電王&Decade 新世代 鬼島的戰艦                                               | 野上幸太郎/新電王(聲)            |
| 2009年 | 5月9日   | 神采奕奕的海上的你                                                                                         | 小早川陸                         |
| 2010年 | 2月6日   | 蝸牛食堂                                                                                                   | 小理                             |
| 2010年 | 6月5日   | 劇場版 假面騎士電王 假面騎士x假面騎士x假面騎士 THE MOVIE 超·電王三部曲 （Episode Blue-派遣意魔人NEW TRAL） | 野上幸太郎/K・R幸太郎/新電王(聲) |
| 2010年 | 9月4日   | BECK搖滾新樂團                                                                                             | 兵藤マサル                       |
| 2011年 | 4月1日   | 劇場版 假面騎士電王 OOO・電王・All Riders Let's Go假面騎士                                                 | 野上幸太郎/M幸太郎/新電王(聲)    |
| 2011年 | 12月17日 | 國王遊戲 (電影)                                                                                            | 金澤伸明                         |
| 2014年 | 8月23日  | MARCHING 明日へ                                                                                            | 孫忠信                           |
| 2014年 | 8月30日  | 人狼遊戲2：野獸陣營                                                                                        | 藤堂由紀彦                       |
| 2014年 | 9月20日  | 榕樹食堂之戀                                                                                               | 島袋翔太                         |
| 2014年 | 11月15日 | 要聽神明的話 (電影)                                                                                        | 班長                             |
| 2015年 | 12月12日 | orange橘色奇蹟                                                                                             | 萩田 朔                          |
| 2016年 | 2月12日  | Good Morning Call 愛情起床號                                                                               | 篠崎大地                         |
| 2016年 | 7月22日  | 全員單戀-我的仙人掌篇                                                                                      | 木下 透                          |
| 2016年 | 11月5日  | 續·深夜食堂                                                                                                |                                  |
| 2017年 | 7月28日  | 我想吃掉你的胰臟                                                                                           | 隆弘                             |
| 2017年 | 9月22日  | Good Morning Call 愛情起床號(第二季)                                                                       | 篠崎大地                         |
| 2018年 | 1月14日  | 奶奶之路(Walking with My Grandma)                                                                          | 庄司哲也                         |
| 2018年 | 6月2日   | EVEN 送给你的歌                                                                                            | 武人                             |
| 2019年 | 2月8日   | 後街女孩                                                                                                   | 小泉成二                         |
| 2021年 | 6月24日  | AV帝王 | 北條健                           |

### 動畫劇集
- 人渣的本願（2017年1月） 聲演：倉田織

### 網路微電影
- 「LOWRYS FARM 女の子はうそつきだ」(2015年8月，MAiDiGiTV)

### PV
- JYONGRI「Winter Love Story」(2008年12月)
- monobright「雨にうたえば」(2010年9月)
- AKB48「ギンガムチェック」(2014年1月)
- AKB48「翼はいらない」(2016年8月)
- MAGIC OF LiFE 「アオイシグナル」（2016年9月）

### 舞台剧
- 網球王子舞台劇 飾演：越前龍馬 
  - Advancement Match 六角 feat.氷帝学園（2006年8月3日－8月27日）
  - Absolute King 立海 feat. 六角～First Service（2006年12月13日－2007年1月27日）
  - ミュージカル『テニスの王子様』コンサート Dream Live 4th（2007年3月30日－2007年5月20日）
  - Absolute King 立海 feat. 六角 ～Second Service（2007年8月2日－2007年9月9日)
- FROGS（2007年3月14日 - 21日） 飾演：カケル 
  - FROGS 再演（2007年）
  - FROGS 再々演（2008年）
  - FROGS 再再々演（2009年）
- ON LINE プロジェクト プロデュース公演 vol.2 「ルームシェア」（2007年）飾演：尾山信敏
- BLACK&WHITE －悪魔のテンシ 天使のアクマ－（2010年）飾演：シロ
- 冒険絵本 PINOCCHIO －ピノキオ－（2011年8月12日－8月28日，Amuse） 飾演：山猫
- Mystic Topaz（2011年）飾演：怪盗ミッシェル
- ロック☆オペラ サイケデリック・ペイン（2015年）飾演：魁人

### 寫真集
- さくらだ （2014年6月21日，WANI BOOKS）ISBN 978-4847046506